# Amelia Cerecedo Castillo
María Amelia Cerecedo Castillo (Papantla, 20 de octubre de 1907-Xalapa, 13 de diciembre de 1984) fue una de las primeras mujeres que en México accedieron al cargo de presidente municipal. Fue elegida en el Municipio de Teocelo, Veracruz, lugar donde residía y tenía un escritorio público. Es conocida por sus múltiples obras sociales y un prolífico mandato en el municipio de Teocelo.

## Primeros años

### Origen
Amelia nació y creció en Papantla, Veracruz, hija de Teódulo Cerecedo Vargas y Florencia Margarita Castillo Liton originarios de Chicontepec y Túxpan, respectivamente. El matrimonio tuvo cinco hijos: Samuel, Teódulo, María Amelia, Ana y Angelina. Se formó como secretaria en la Escuela Industrial para Señoritas en la ciudad de Xalapa.
Posteriormente, en el año de 1936, Amelia y su esposo Enrique Casas Hernández se mudan al municipio de Teocelo, donde él fallece al poco tiempo, heredándole un escritorio público, a través del cual comienza a conocer y ganarse el respeto de la población.
Amelia tuvo por abuelos paternos a Luis Cerecedo Villegas y Ana Amada Vargas Montiel, ambos originarios de Chicontepec, Veracruz. Sus abuelos maternos fueron Tomás Castillo y Margarita Litón Loya, probablemente provenientes de Tuxpan, Veracruz.

### Las hermanas Cerecedo
El hecho de que el padre de Amelia, Don Teódulo fuera varias veces diputado, fue una importante influencia para ella y su hermana Angelina forjaran un compromiso con las causas sociales, así como los derechos de las mujeres.
Las hermanas Amelia y Angelina, luchaban por el derecho al sufragio de las mujeres a través del Comité Femenil de Veracruz, por medio del cual apoyan la candidatura de dos mujeres para la diputación local: María Tinoco como candidata y Enriqueta Pulgarín en la suplencia. Sin embargo, aun ganando la contienda por elección popular, no se les reconoce el cargo debido a la desigualdad de género que se vivía en la época.
En los años cincuenta continuaron trabajando en las comunidades para impulsar la igualdad de género: derecho a votar y ser votadas, acceso a la educación, así como capacitación en oficios para la emancipación económica de las mujeres. En 1952 formaron parte de la Asamblea de Mujeres en la Ciudad de México en apoyo de la candidatura del futuro presidente Adolfo Ruiz Cortínez, quien se comprometió a modificar el artículo 34 de la Constitución para que las mujeres pudieran acceder al sufragio.
Posteriormente Angelina creó el primer Centro de Capacitación para Mujeres en la ciudad capital de Xalapa, convocando por medio de los sindicatos a las obreras; se impartían talleres de corte y confección, cocina y alfabetización. Lamentablemente el centro desapareció a causa de dificultades económicas. Las hermanas Cerecedo desarrollaron una carrera política, destacando por su papel en la lucha de las mujeres por acceder a espacios de participación pública.

## Vida política

### Presidencia municipal de Teocelo (1955-1958)
Amelia Cerecedo realizó múltiples acciones sociales en apoyo de las congregaciones aledañas de Teocelo, como lo son Baxtla y Teczin, siendo reconocida por su vocación de servicio, lo cual le concedió el respeto de la comunidad de Teocelo para su postulación a la presidencia municipal.
Aun con el reducido presupuesto que entonces se le asignaba a los municipios, Amelia supo aprovechar el apoyo de la ciudadanía para construir varios espacios escolares: el jardín de niños "Enrique C. Rébsamen", una secundaria, el edificio de lo que hoy es la escuela primaria "Miguel Hidalgo"; así mismo otorgó apoyo económico para la construcción de escuelas en Monte Blanco y la Ranchería El Zapote.
Entre sus múltiples logros también se encuentra la instalación de energía eléctrica en Baxtla, la gestión del inmueble para la cárcel municipal y comandancia, la mejora de la red de agua potable en Teczin, la pavimentación de calles y caminos vecinales, el cuidado y mejoramiento de campos deportivos en Teocelo, Independencia y Monte Blanco, así como la solicitud a la Secretaría de Gobernación para la construcción de la carretera Teocelo-Huatusco.

### Otros logros
Una vez finalizado su periodo, asumió la administración del Centro de Salud que fundó y en la actualidad lleva su nombre, distinguiéndose por su compromiso para la atención de las personas más vulnerables, operando campañas de higiene para niñas y niños en coordinación con las escuelas. La actual Casa de la Cultura fue donada por la familia García Sánchez gracias a la gestión de Amelia.